# Khan Châmkar Mon
Khan Châmkar Mon är ett distrikt i Kambodja.   Det ligger i provinsen Phnom Penh, i den södra delen av landet. Huvudstaden Phnom Penh ligger i Khan Châmkar Mon. Antalet invånare är 187 082.